# Liriomyza orbona
Liriomyza orbona este o specie de muște din genul Liriomyza, familia Agromyzidae. A fost descrisă pentru prima dată de Johann Wilhelm Meigen în anul 1830. Conform Catalogue of Life specia Liriomyza orbona nu are subspecii cunoscute.